# Tangopalatset

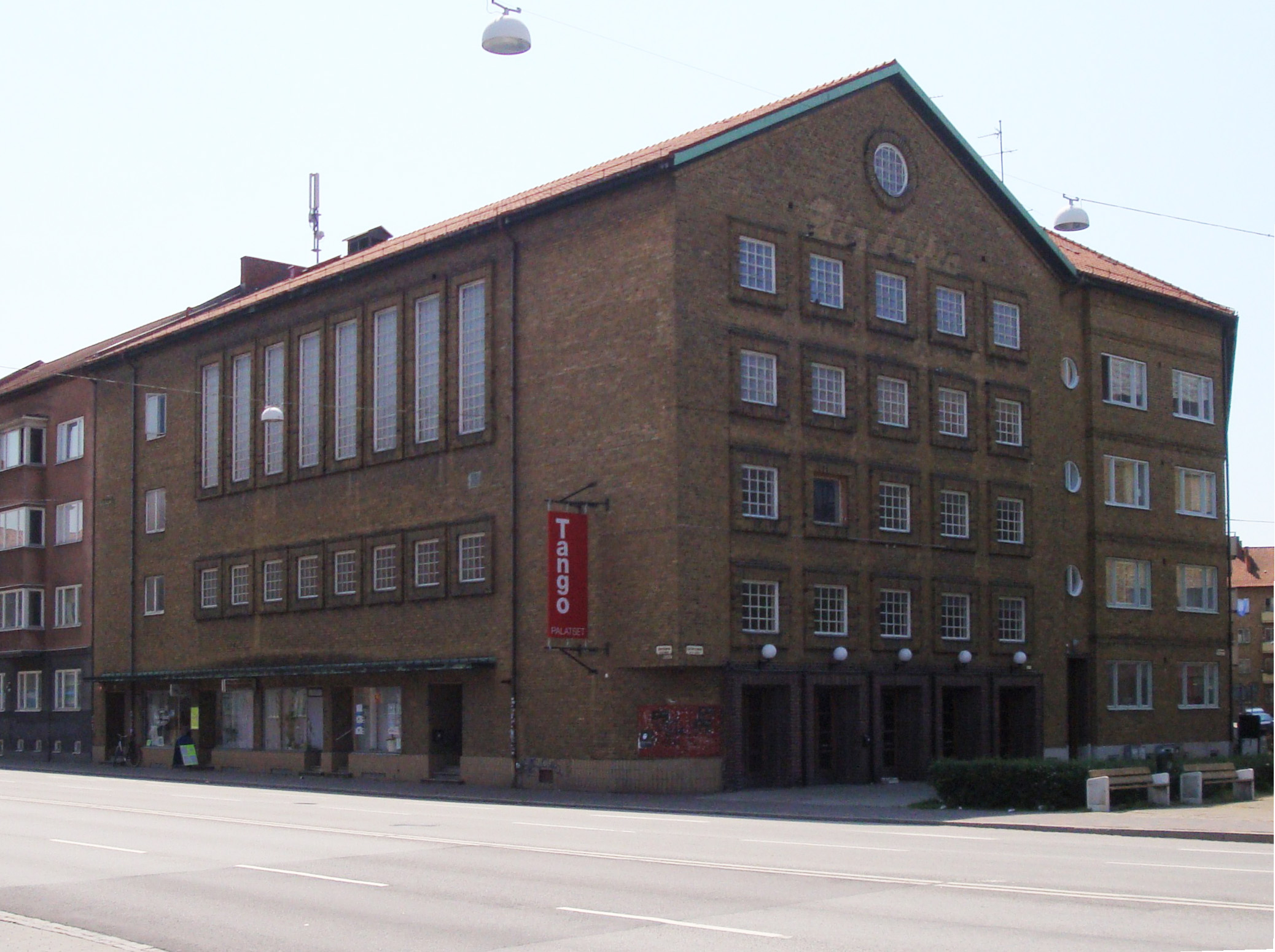
Tangopalatset, 2010.

Tangopalatset var en konsert- och danslokal i Malmö som öppnades 2005 och stängdes 2016. Den var belägen i Filadelfiakyrkans gamla lokaler vid Karlskronaplan på adressen Amiralsgatan 47.
Byggnaden är från 1935 och ritades av arkitekterna Carl-Axel Stoltz och Birger Linderoth speciellt för Filadelfiakyrkan. År 1990 sammanslogs Filadelfiaförsamlingen och Elimförsamlingen till Malmö pingstförsamling varefter verksamheten 1994 kom att flyttas till Pingstkyrkan Europaporten. 
År 2004 köpte Tangoakademin tillsammans med finansiärer lokalerna inklusive de sjutton lägenheter som hörde till. Efter en ombyggnad öppnade den nya verksamheten i lokalerna i december 2005. I lokalerna huserade Tangoakademin men lokalerna hyrdes även ut till annan dansverksamhet, klubbar och konserter. År 2016 såldes lokalerna och hösten 2017 påbörjades en ombyggnation av lokalerna till bostadsrätter, som stod klara i början av 2019. Bostadsrättsföreningen heter Amiralen 47.